# Enfermedad tropical

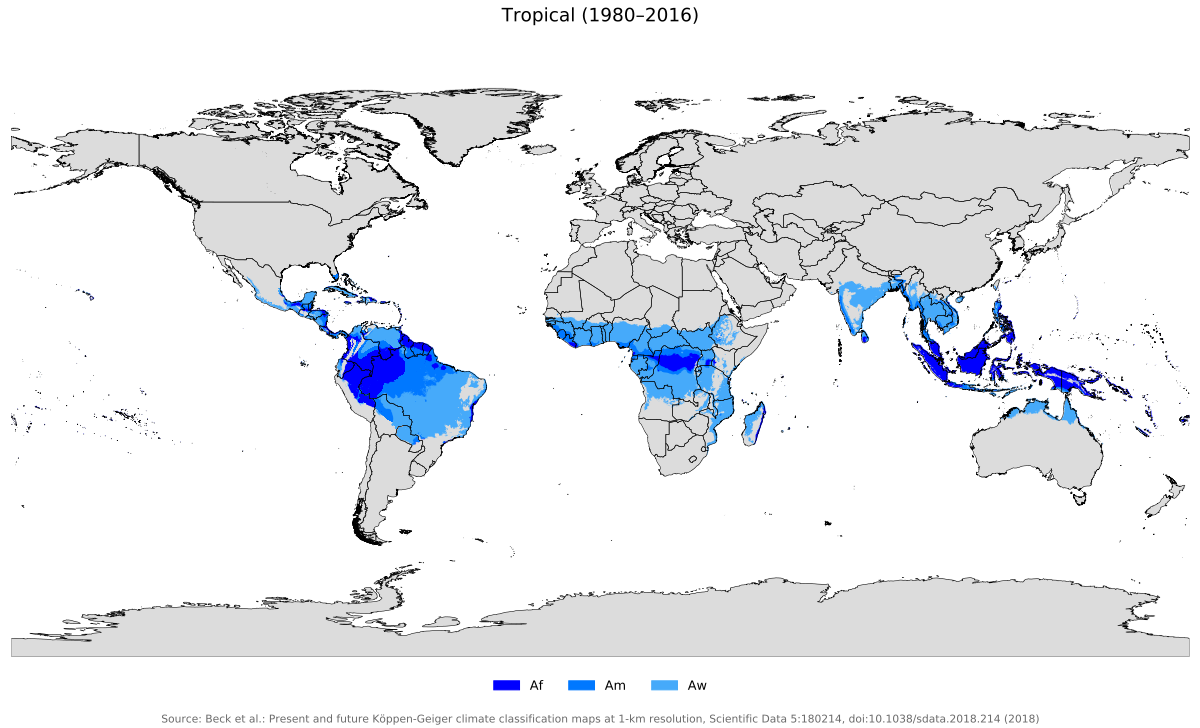
Mapamundi con los climas tropicales destacados en azul.

Las enfermedades tropicales son enfermedades infecciosas que son especialmente prevalentes en regiones tropicales y subtropicales. Las enfermedades son menos prevalentes en climas templados, debido en parte a la existencia de una estación fría que controla la población de vectores artrópodos al forzarlos a hibernar. Insectos como los mosquitos y las moscas y arácnidos como las garrapatas son de lejos los portadores de enfermedades o vectores más comunes. Estos insectos pueden transportar parásitos, bacterias o virus infecciosos para los seres humanos y los animales. Frecuentemente, la enfermedad es transmitida por la picadura de un artrópodo que ocasiona la transmisión del agente infeccioso por medio de intercambio subcutáneo de sangre.
La exploración de selvas tropicales, la deforestación y creciente inmigración y tráfico aéreo internacional ha llevado a una incidencia progresivamente globalizada de tales enfermedades.

## Enfermedades
En 1975, UNICEF, el Programa de las Naciones Unidas para el Desarrollo, el Banco Mundial y la Organización Mundial de la Salud establecieron el Programa especial para investigación y capacitación en enfermedades tropical para que se centre en las enfermedades infecciones desatendidas que afectan desproporcionalmente a las poblaciones pobres y marginalizadas en las regiones en desarrollo de África, Asia, América Central y América del Sur. La cartera actual de enfermedades de este programa incluye las siguientes diez enfermedades:
- Malaria.
Causada por el protozoo parásito Plasmodium transmitido por el mosquito Anopheles. Infecta a 300-500 millones de personas cada año, matando a más de un millón de ellas.[5]
- Tripanosomiasis africana.
(También conocida como enfermedad del sueño). Es una enfermedad parasitaria ocasionada por el protozoo Trypanosoma y transmitido por la mosca tse-tse.
- Dengue.
Causado por un virus transmitido por mosquitos portadores, como Aedes aegypti. El dengue es una enfermedad infecciosa causada por el virus del dengue, del género flavivirus o estegomia calopus. La infección causa síndromes gripales, y en ocasiones evoluciona hasta convertirse en un cuadro potencialmente mortal, llamado dengue grave o dengue hemorrágico.[6]
- Leishmaniasis.
Es una enfermedad zoonótica causada por diferentes especies de protozoos del género Leishmania que son transmitidos a través de la picadura de hembras de mosquitos chupadores de sangre pertenecientes a los géneros Phlebotomus y Lutzomyia de la familia Psychodidae.
- Esquistosomiasis.
(Antiguamente llamada bilharziasis). Es una enfermedad parasitaria producida por un gusano platelminto de la clase trematodos. Más de 200 millones de personas en el mundo están infectadas de esquistosomiasis.[7]
- Tuberculosis.a
(Abbreviada como TBC). Es una enfermedad bacterial de los pulmones u otros tejidos que es altamente prevalente en el mundo, con una tasa de mortalidad del 50 % de no ser tratada. Es una enfermedad infecciosa, transmitida por las partículas expectoradas por toser, estornudar, hablar o escupir. Más de un tercio de la población mundial ha estado infectada por esta bacteria.[8]
- Enfermedad de Chagas-Mazza.
(También llamada tripanosomiasis americana). Es una enfermedad parasitaria que se presenta en el continente americano, en particular en América del Sur. Su agente patógeno es un protozoario flagelado denominado Trypanosoma cruzi que es transmitido mayormente por chinches asesinas chupasangre; sin embargo, son posibles otros métodos de transmisión, como la ingestión de comida contaminada con parásitos, transfusiones de sangre y transmisión al feto. Entre 16 y 18 millones se encuentran actualmente infectadas.[9]
- Lepra.a
(O enfermedad de Hansen). Es una enfermedad infecciosa crónica causada por una bacteria. La lepra es fundamentalmente una granulomatosis crónica del sistema nervioso periférico y la mucosa del tracto respiratorio superior. Las lesiones en la piel son el principal síntoma externo.[10] Mal tratada, la lepra puede ser progresiva y causar daño permanente en la piel, los nervios, las extremidades y los ojos. Contrariamente a la concepción popular, la lepra ocasiona que las partes del cuerpo simplemente se caigan necrosadas si no son tratadas a tiempo
- Filariasis linfática.
Es una enfermedad parasitaria ocasionada por nemátodos filarios del orden Spirurida, que son transmitidos en forma de larva o microfilaria a los vertebrados por un artrópodo, generalmente mosquitos de las familias Culicidae o Phlebotomidae o moscas de la familia Tabanidae. El loa loa es otro parásito filario. En todo el mundo, existen 120 millones de personas infectadas y es portada por más de la mitad de la población en las áreas endémicas más severas.[11] El síntoma más perceptible es la elefantiasis.
- Oncocercosis.
(O ceguera de río). Es la segunda causa más importante de ceguera en el mundo.[12] Es causada por un gusano parásito llamado Onchocerca volvulus y transmitida por varias especies de jejenes.[13] Los gusanos se esparcen por todo el cuerpo y, cuando mueren, causan intensa picazón y una fuerte respuesta del sistema inmunológico que puede destruir los tejidos que estén próximos, como los ojos.[14] Actualmente, alrededor de 18 millones de personas están infectadas con este parásito y en torno a 300 000 han perdido irreversiblemente la vista debido a esta enfermedad.[15]

a Si bien la lepra y la tuberculosis no son exclusivamente enfermedades tropicales, su alta incidencia en los trópicos justifica su inclusión.
Otras enfermedades tropicales desatendidas incluyen:
- Anquilostomiasis.
Es una infección intestinal causada por un gusano parasitario de las especies nematodas Necator americanus y Ancylostoma duodenale. Es una infección humana ampliamente diseminada por el mundo en particular en las zonas tropicales húmedas, afectando a más de 1000 millones de personas. También llamada anemia tropical y uncinariasis.
- Úlcera de Buruli.
Es una enfermedad infecciosa tropical causada por el Mycobacterium ulcerans, de la misma familia de bacterias que la lepra y la tuberculosis.
- Dracunculiasis.
También conocida como enfermedad de la lombriz de Guinea (GWD). Es una dermatosis nodular producida por el crecimiento del parásito Dracunculus en la parte subcutánea de los tejidos de los mamíferos. Esta enfermedad se ha encontrado en humanos, perros, gatos, caballos, ganado, entre otros animales en África y Asia. Una especie similar del Dracunculus, llamada D. insignis, es un parásito que causa dracunculiasis en perros, mapaches, zorros, zorrillos, entre otros en Norteamérica.[17] El parásito entra a un huésped por medio de la ingestión de agua estancada contaminada con copépodo infestado con la larva de la lombriz de Guinea. Aproximadamente un año después, la enfermedad se llega a presentar con una sensación dolorosa de ardor cuando la lombriz forma una ampolla, usualmente en alguna extremidad inferior.
- chikunguña.
(O fiebre de chikunguña; abrev.: CHIK). Es un virus del tipo alfavirus, que se transmite a las personas mediante la picadura de los mosquitos portadores Aedes; tanto el Aedes aegypti como el Aedes albopictus. El virus se transmite de manera similar a la fiebre del dengue y causa una enfermedad con una fase febril aguda que dura de 2 a 5 días, seguido de un período de dolores en las articulaciones de las extremidades; este dolor puede persistir semanas, meses o incluso durante años en un porcentaje que puede rondar el 12 % de los casos.
- Trichuriasis.
(O tricocefalosis). Es una enfermedad parasitaria causada por infestación del intestino grueso (mucosa superficial) por un parásito llamado Trichuris trichiura.
- Leptospirosis.
(También conocida como enfermedad de Weil o ictericia de Weill).[18] Es una enfermedad febril producida por la Leptospira interrogans, una bacteria del orden Spirochaetales, de la familia Leptospiraceae, que afecta a humanos y un amplio rango de animales, incluyendo a mamíferos, aves, anfibios, y reptiles. Los principales síntomas en la mayoría de los casos son fiebre, cefalea, dolores musculares, articulares y óseos, ictericia, insuficiencia renal, hemorragias y afectación de las meninges.
- Estrongiloidiasis.
Es una parasitosis intestinal tisular, causada por el nematodo Strongyloides stercoralis. Es una enfermedad humana importante en personas inmunodeficientes. La duración del ciclo es de aproximadamente 1 mes, la longevidad del parásito adulto de unos 3 meses. El período prepatente dura de 25 a 30 días y el período de incubación, 5 días.
- Cisticercosis.
La enfermedad es causada por la presencia en los tejidos de cisticercos, metacestodos o formas larvales, juveniles o intermedias de varias especies de cestodos del género Taenia. Afectan a una amplia gama de animales, incluido el ser humano, con un alto grado de especificidad. El metacestodo de Taenia saginata, conocido tradicionalmente como Cysticercus bovis, aparece en los bovinos; el llamado Cysticercus cellulosae, forma intermedia de Taenia solium, se observa en los suinos; el Cysticercus tenuicollis, forma juvenil de Taenia hydatigena, cuyo adulto se desarrolla en el perro, invade los tejidos de vacunos, ovinos y porcinos, y el cisticerco de Taenia taeniformis, cuya forma adulta se desarrolla en los gatos, prolifera en el hígado de las ratas.
- Sarna.
(O escabiosis). Es una enfermedad de la piel causada por el ácaro parásito Sarcoptes scabiei, llamado comúnmente arador de la sarna. Es una ectoparasitosis de distribución mundial en todas las razas. Es una afección cosmopolita, extremadamente contagiosa, que se observa en particular en las personas que viajan a menudo. Alcanza a todas las capas de la población y constituye una dermatosis muy frecuente y de fácil tratamiento.

Algunas enfermedades tropicales son muy raras, pero pueden ocasionar epidemias repentinas, tales como la fiebre hemorrágica del Ébola, la fiebre de Lassa y la fiebre hemorrágica de Marburgo. Existen cientos de enfermedades tropicales que son menos conocidas o aún más raras, por lo que no son una prioridad para la salud pública.

### Libros
- Enfermedades tropicales.
- Principios y prácticas de enfermedades infecciosas.

### Revistas
- American Journal of Tropical Medicine and Hygiene.
- Tropical Medicine and International Health. (enlace roto disponible en Internet Archive; véase el historial, la primera versión y la última).
- The Southeast Asian Journal of Tropical Medicine and Public Health.
- Revista do Instituto de Medicina Tropical de São Paulo.
- Revista da Sociedade Brasileira de Medicina Tropical.
- Journal of Venomous Animals and Toxins including Tropical Diseases.